# Baja Kuyal'nyk
Baja Kuyal'nyk (ucraniano: Нижній Куяльник) es una localidad del Raión de Ivanivka en el óblast de Odesa del sur de Ucrania. Según el censo de 2001, tiene una población de 115 personas.